# Chile Colina Open
Il Chile Colina Open è un torneo professionistico di tennis giocato su campi in terra rossa. Ha fatto parte dell'ITF Women's Circuit dal 2017 fino al 2021. Si gioca annualmente a Colina in Cile. L'edizione del 2021 si è disputata a Santiago del Cile. Dal 2022, il torneo fa il suo ritorno nella categoria WTA 125.

## Albo d'oro

### Singolare
| Anno | Categoria                             | Campionessa                           | Finalista                             | Punteggio                             |
| ---- | ------------------------------------- | ------------------------------------- | ------------------------------------- | ------------------------------------- |
| 2017 | ITF $25,000                           | Chiara Scholl                         | Marcela Zacarías                      | 6–3, 6–2                              |
| 2018 | ITF $60,000                           | Xu Shilin                             | Paula Ormaechea                       | 7–5, 6–3                              |
| 2019 | ITF $60,000                           | Elisabetta Cocciaretto                | Victoria Bosio                        | 6–3, 6–4                              |
| 2020 | Annullato per pandemia di Coronavirus | Annullato per pandemia di Coronavirus | Annullato per pandemia di Coronavirus | Annullato per pandemia di Coronavirus |
| 2021 | ITF $60,000                           | Anna Bondár                           | Verónica Cepede Royg                  | 6–2, 6–3                              |
| 2022 | WTA 125                               | Mayar Sherif                          | Kateryna Baindl                       | 3–6, 7–6(3), 7–5                      |
| 2023 | WTA 125                               | Sára Bejlek                           | Diane Parry                           | 6–2, 6–1                              |
| 2024 | WTA 125                               | Nina Stojanović                       | María Carlé                           | 3-6, 6-4, 6-4                         |

### Doppio
| Anno | Categoria                             | Campionesse                           | Finaliste                                 | Punteggio                             |
| ---- | ------------------------------------- | ------------------------------------- | ----------------------------------------- | ------------------------------------- |
| 2017 | ITF $25,000                           | Tamaryn Hendler Anastasija Pivovarova | Carolina Alves Ana Sofía Sánchez          | 7–5, 6–2                              |
| 2018 | ITF $60,000                           | Quinn Gleason Luisa Stefani (1)       | Bárbara Gatica Rebeca Pereira             | 6–0, 4–6, [10–7]                      |
| 2019 | ITF $60,000                           | Hayley Carter Luisa Stefani (2)       | Anna Danilina Conny Perrin                | 5–7, 6–3, [10–6]                      |
| 2020 | Annullato per pandemia di Coronavirus | Annullato per pandemia di Coronavirus | Annullato per pandemia di Coronavirus     | Annullato per pandemia di Coronavirus |
| 2021 | ITF $60,000                           | Arianne Hartono Olivia Tjandramulia   | Katharina Gerlach Daniela Seguel (1)      | 6–1, 6–3                              |
| 2022 | WTA 125                               | Jana Sizikova Aldila Sutjiadi         | Mayar Sherif Tamara Zidanšek              | 6–1, 3–6, [10–7]                      |
| 2023 | WTA 125                               | Julia Lohoff Conny Perrin             | Lucciana Pérez Alarcón Daniela Seguel (2) | 7–6(4), 6–2                           |
| 2024 | WTA 125                               | Mayar Sherif Nina Stojanović          | Léolia Jeanjean Kristina Mladenovic       | w/o                                   |